# Pavel Kováč
Pavel Kováč (Partizánske, Eslovaquia, Checoslovaquia, 12 de agosto de 1974) es un exfutbolista eslovaco, que jugaba de portero.

## Trayectoria
Comenzó su trayectoria en el MFK Dubnica de la Superliga de Eslovaquia, su país natal, en la posición de portero, siendo contratado el 1 de julio de 1991.  Pese a estar en la plantilla durante 11 temporadas, no jugó como titular en ningún partido oficial. En el 2005 fue fichado por el FC Slovácko de la Segunda División Checa, en el que pasó dos temporadas en las que no debutó como titular en ningún partido oficial. En el año 2005 firmó su traspaso al Apollon Kalamarias F.C., de la Delta Ethniki o Segunda División de Grecia, club con el que finalmente debutó en 82 partidos oficiales a lo largo de tres temporadas. Finalmente en el 2008 fichó con el Olympiacos F.C., de la Alpha Ethniki de Grecia, con el que a fin de la temporada 2009/10 ha jugado 5 partidos como titular. Tras su etapa en el Olympiacos volvió a Eslovaquia para jugar en el FK DAC 1904 Dunajská Streda en la temporada 2010 y actualmente tiene contrato con el MFK Dubnica de la Superliga de Eslovaquia, cedido primero al DAC 1904 Dunajská Streda y después al Slovan Bratislava.

## Clubes
| Club                              | País            | Temporada |
| --------------------------------- | --------------- | --------- |
| FC ViOn Zlaté Moravce (cedido)    | Eslovaquia      | 2014-2018 |
| MFK Ružomberok (cedido)           | Eslovaquia      | 2014      |
| Slovan Bratislava (cedido)        | Eslovaquia      | 2012-2013 |
| DAC 1904 Dunajská Streda (cedido) | Eslovaquia      | 2011      |
| MFK Dubnica                       | Eslovaquia      | 2011-2013 |
| FK DAC 1904 Dunajská Streda       | Eslovaquia      | 2010      |
| Olympiacos F.C.                   | Grecia          | 2009/10   |
| Olympiacos F.C.                   | Grecia          | 2008/09   |
| Apollon Kalamarias                | Grecia          | 2007/08   |
| Apollon Kalamarias                | Grecia          | 2006/07   |
| Apollon Kalamarias                | Grecia          | 2005/06   |
| FC Slovácko                       | República Checa | 2004/05   |
| FC Slovácko                       | República Checa | 2003/04   |
| MFK Dubnica                       | Eslovaquia      | 2002/03   |
| MFK Dubnica                       | Eslovaquia      | 2001/02   |
| MFK Dubnica                       | Eslovaquia      | 2000/01   |
| MFK Dubnica                       | Eslovaquia      | 1999/00   |
| MFK Dubnica                       | Eslovaquia      | 1998/99   |
| MFK Dubnica                       | Eslovaquia      | 1997/98   |
| MFK Dubnica                       | Eslovaquia      | 1996/97   |
| MFK Dubnica                       | Eslovaquia      | 1995/96   |
| MFK Dubnica                       | Eslovaquia      | 1994/95   |
| MFK Dubnica                       | Eslovaquia      | 1993/94   |
| MFK Dubnica                       | Eslovaquia      | 1992/93   |

## Palmarés

### Campeonatos nacionales
| Título               | Club            | País   | Temporada |
| -------------------- | --------------- | ------ | --------- |
| Super Liga de Grecia | Olympiacos F.C. | Grecia | 2008/09   |
| Copa de Grecia       | Olympiacos F.C. | Grecia | 2008/09   |